# Génocide de peuples autochtones
Les génocides de peuples autochtones est la destruction massive de l'ensemble d'une collectivité ou d'une culture classée parmi les peuples dits autochtones, définis comme étant des minorités ethniques et dont le territoire historique et actuel est intégralement occupé par l'expansion coloniale ou par la formation d'un État-nation dominé par un groupe politique issu d'une puissance coloniale. La controverse porte avant tout sur l'élargissement de la notion de génocide à des actes ne relevant pas de l'extermination planifiée, voire à des actes d'ordre culturel — ce qui s'approche davantage de ce que les chercheurs nomment aujourd'hui un ethnocide, l'application du terme de génocide à de tels faits étant généralement considérée comme un abus de langage.
La notion de génocide n'a été introduite qu'au milieu du XXe siècle par le juriste Raphael Lemkin, mais des ethnohistoriens, politologues ou philosophes l'ont ensuite utilisée dans leurs études d'événements plus lointains. En effet, les conflits liés à l'expansion de diverses puissances coloniales européennes, telles que les empires espagnol et britannique, et la création d'États-nations sur les anciens territoires autochtones engendrent souvent des actes de violence voire d'élimination physique intentionnelle contre des groupes autochtones en Amérique, en Australie, en Afrique et en Asie. Selon Lemkin lui-même, la colonisation, « intrinsèquement génocidaire », se fait en deux étapes mortifères : la destruction du mode de vie de la population indigène, puis l'acculturation, les nouveaux venus imposant leur mode de vie au groupe devenu minoritaire,. Selon David Maybury-Lewis, il y a des formes impérialiste et coloniale de génocide, menées de deux façons : soit par la volonté de « nettoyer » des territoires de leurs habitants d'origine afin d'en exploiter les ressources et en faire des colonies, soit par l'intermédiaire de l'enrôlement des autochtones en tant que travailleurs forcés au sein de projets d'extraction des ressources. Pourtant, la description de ces événements spécifiques et leur désignation comme « génocidaires » font débat.
Certains chercheurs, parmi eux Lemkin, ont fait valoir que l'ethnocide (nommé par abus de langage génocide culturel) devrait également être reconnu. Un peuple peut continuer à exister en apparence, mais si ses membres ne peuvent conserver leur identité à cause d'interdictions de leurs pratiques culturelles et religieuses, il se dissout peu à peu dans d'autres peuples : cela peut être considéré comme une forme de génocide. Les autorités chinoises ont été accusées de génocide culturel lors de l'occupation du Tibet,,. Autre exemple, le gouvernement des États-Unis a interdit aux Amérindiens l'accès à leurs sites sacrés et a adopté des lois interdisant bon nombre de leurs pratiques religieuses et de leurs coutumes ; ces lois étaient encore en vigueur jusqu'en 1978, quand elles ont été abrogées par l'American Indian Religious Freedom Act.

## Débat autour du génocide
La notion de génocide a été définie en 1943 par Raphael Lemkin. Après la Seconde Guerre mondiale, elle a été adoptée par les Nations unies en 1948. Pour Lemkin, le génocide avait une définition large et devait inclure toutes les tentatives de détruire un groupe ethnique spécifique, que ce soit sur un plan strictement physique grâce à des massacres de masse, ou culturel et psychologique par l'oppression et la destruction du mode de vie autochtone.
La définition des Nations unies, qui est utilisée dans le droit international, est plus stricte que celle de Lemkin et affirme que le génocide est « l'un des actes suivants commis avec l'intention de détruire, en tout ou en partie, un groupe national, ethnique, racial ou religieux, comme tel ». La plupart des tentatives visant à définir des événements spécifiques comme étant génocidaire sont contestés, à des degrés divers, en particulier lorsque les victimes sont des groupes minoritaires, tels que les peuples autochtones, et que l'auteur présumé est un État-nation moderne plutôt qu'un empire colonial. Dans ces cas, si oui ou non un génocide a eu lieu est une question juridique à régler devant les tribunaux internationaux des droits de l'homme.
Déterminer l'existence d'un événement historique devant être considéré comme un génocide peut être un sujet de débat scientifique. Parce que la responsabilité juridique n'est pas en cause, la définition de l'ONU ne peut pas toujours fournir la base pour de telles discussions. Les historiens peuvent s'appuyer sur des définitions plus larges tels que celle de Lemkin, qui voit la violence coloniale contre les peuples indigènes comme étant intrinsèquement génocidaire. Par exemple, dans le cas de la colonisation des peuples Autochtones des Amériques, alors que 90 % de la population autochtone a été anéantie en l'espace de 500 ans de colonisation par les Européens, il peut être contestable s'il y a bien eu génocide lorsque la maladie a été la principale cause de déclin de la population, car bien qu'il y ait quelques exemples de l'introduction délibérée de maladies, la grande majorité des cas se sont produits sans qu'il y ait l'intention de causer la mort. Certains chercheurs soutiennent que l'intention de provoquer un génocide n'est pas nécessaire, étant donné que le génocide peut être le résultat cumulé de petits conflits dans lesquels les colons, ou coloniaux ou des agents de l'État, commettent des actes de violence contre des groupes minoritaires. D'autre part, on soutient que les conséquences catastrophiques des maladies européennes parmi les nombreuses populations du Nouveau Monde ont été exacerbées par différentes formes de violence génocidaire, et que cela rend le départage en morts intentionnelles et non intentionnelles un problème complexe,. Certains chercheurs considèrent la colonisation des Amériques comme un génocide, car ils affirment qu'elle était en grande partie menée grâce à l'exploitation systématique, à l'enlèvement et à la destruction de certains groupes ethniques, même lorsque la plupart des décès ont été causés par la maladie et non par la violence directe des colonisateurs. Dans cette perspective, le concept de « destinée manifeste » dans le cadre de l'expansion vers l'ouest, à partir de l'est des États-Unis, peut être considérée comme étant un facteur contribuant à un génocide,.
D'après une étude de Tai S. Edwards et de Paul Kelton réalisée en 2020, les recherches récentes montrent « que les colonisateurs portent la responsabilité d'avoir créé des conditions ayant rendu les peuples autochtones plus vulnérables à l'infection[Comment ?], d'avoir augmenté la mortalité et entravé le rétablissement des populations. Cette responsabilité étant ajoutée aux formes plus intentionnelles et directes de violence pour dépeupler les Amériques… Les bactéries ne peuvent plus servir de base pour nier les génocides des Amériques ».

## Exemples d'avant 1848

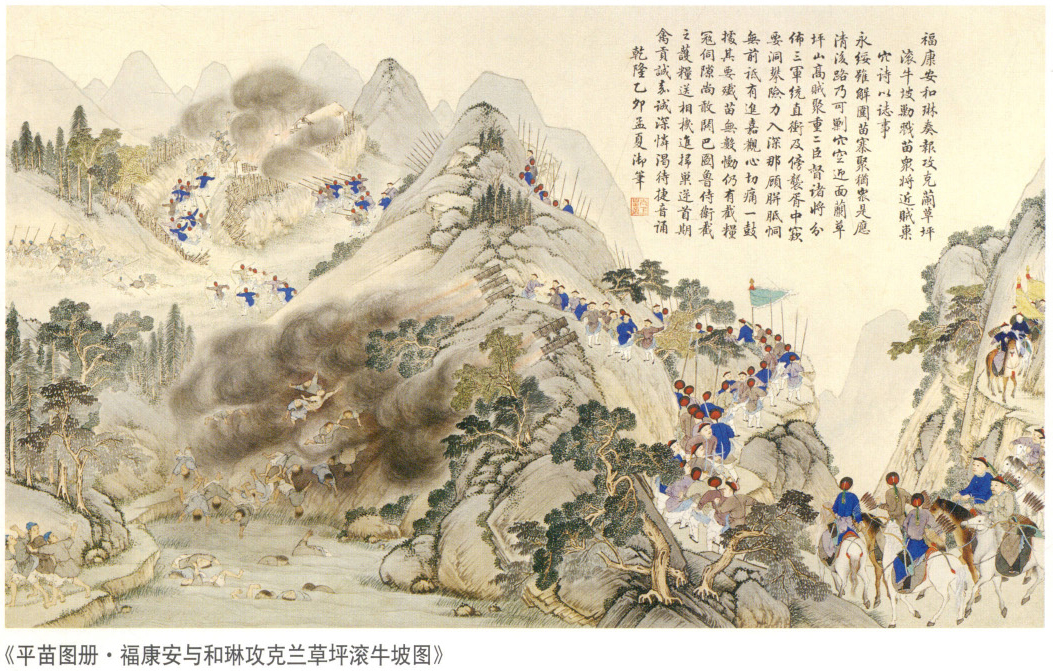
Une scène représentant la campagne génocidaire de la Dynastie Qing contre le peuple Miao, à Lancaoping en 1795.

Au XVIe siècle, l'expansion des empires européens a conduit à la conquête de l'Amérique, de l'Afrique, de l'Océanie et de l'Asie. Cette période d'expansion a entraîné dans plusieurs cas des massacres et des génocides. De nombreux peuples autochtones, tels que les Yukis, les Béothuks, les Pallawahm et les Héréros, ont été amenés au bord de l'extinction. Dans certains cas, l'ensemble des tribus a été anéanti,.

#### La colonisation espagnole de l'Amérique

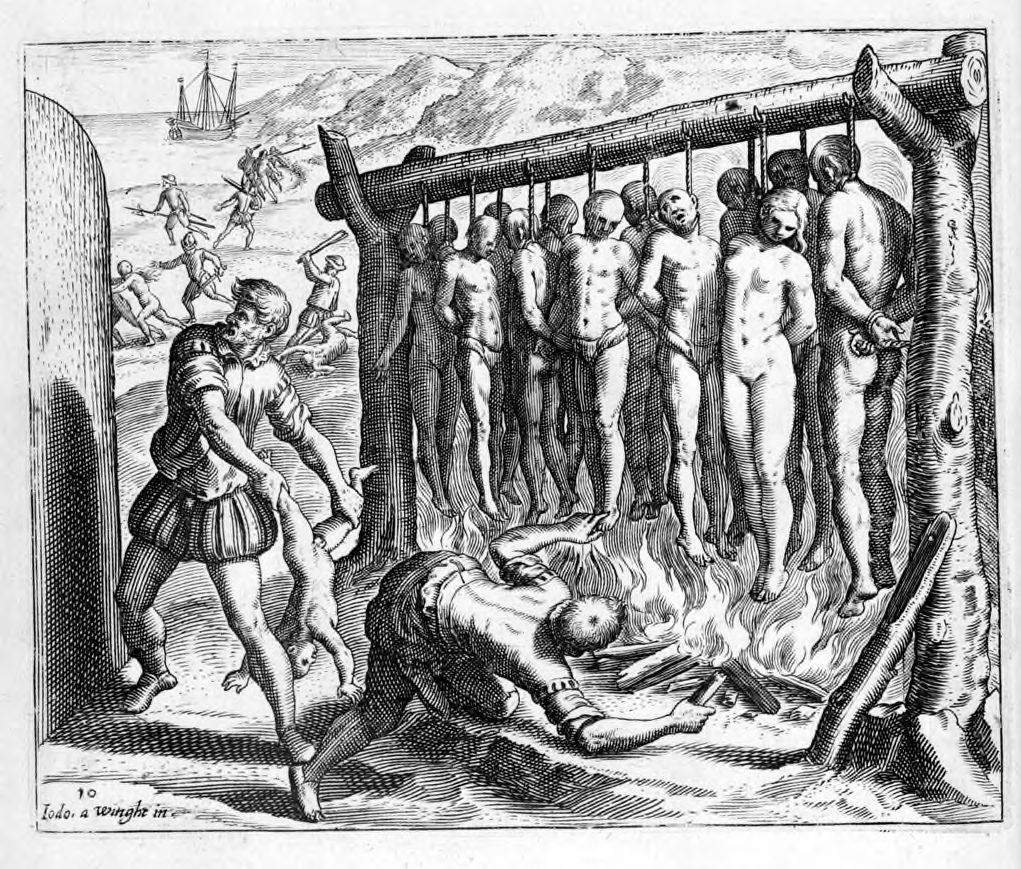
L'illustration du XVIe siècle par le protestant flamand Théodore de Bry pour la Brevisima relations de la destrucción de las Indias de Las Casas, représentant des atrocités espagnoles pendant la conquête de Cuba.

### La question de la colonisation et du génocide en Amérique

#### Mexique
En 1835, le gouvernement de l'État mexicain de Sonora mit une prime sur le peuple apache qui, au fil du temps, a évolué en un paiement par le gouvernement de 100 pesos pour chaque scalp d'homme de 14 ans ou plus. L'auteur et historien James L. Haley a écrit : « à partir de 1837, l'État du Chihuahua a également offert une récompense, 100 pesos par guerrier, 50 pesos par femme, et 25 pesos par enfant, rien de plus ou de moins qu'un génocide ». Selon Harris Worcester : « la nouvelle politique a attiré un large groupe d'hommes, y compris les Anglos, les esclaves en cavale dirigé par le Séminole John Horse, et les Indiens — Kirker a utilisé des Delawares et des Shawnees ; d'autres individus, comme Terrazas, ont eu recours aux Tarahumaras ; et le chef Séminole Coacoochee a dirigé un groupe de personnes qui avaient fui le Territoire Indien ».

#### États-Unis, la colonisation et l'expansion vers l'ouest

##### La relocalisation des Indiens et la Piste des Larmes
Des historiens comme David Stannard et Barbara Mann ont noté que l'armée a délibérément dévié les marches des Cherokee afin qu'ils passent à travers des zones dans lesquelles sévissaient des épidémies de choléra, comme Vicksburg. Stannard estime que lors de l'évacuation forcée de leurs terres, à la suite de l'Indian Removal Act du Président Andrew Jackson en 1830, 8000 Cherokee sont morts, soit environ la moitié de la population totale.

##### Guerres amérindiennes

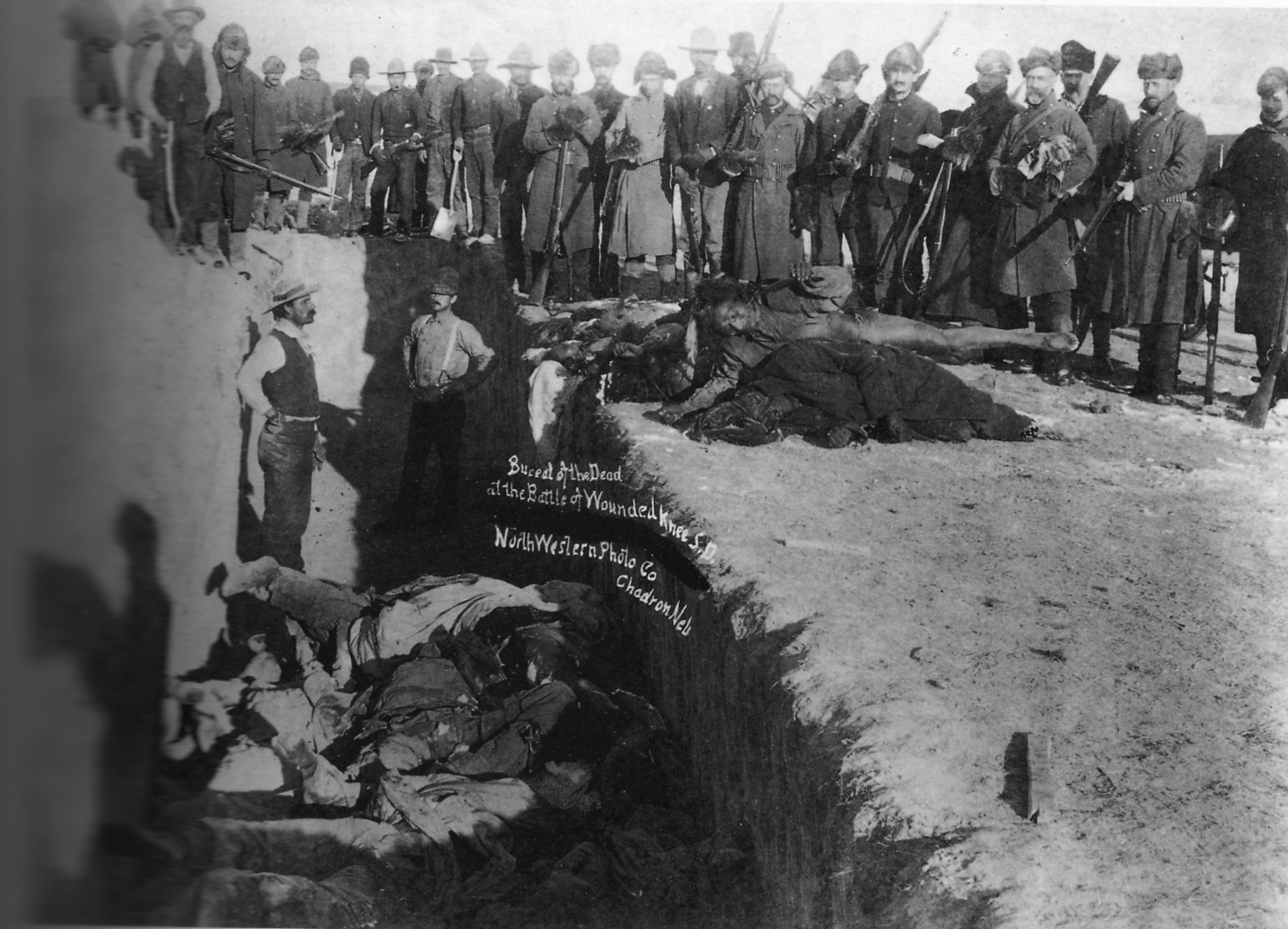
Une fosse creusée pour les corps gelés du Massacre de Wounded Knee en 1890, dans lequel l'armée américaine a tué 150 personnes du peuple Lakota, ce qui marque la fin des Guerres amérindiennes.

Durant les guerres amérindiennes, l'armée américaine a effectué un certain nombre de massacres et de déplacements forcés de populations autochtones qui sont parfois considérés comme des génocides. Le massacre de Sand Creek, qui a provoqué l'indignation en son temps, a été qualifié de génocide. Le général John Chivington dirigea un corps de 700 hommes de la milice du Territoire du Colorado dans un massacre de 70 à 163 paisibles Cheyennes et Arapahos, dont environ les deux tiers étaient des femmes, des enfants et des nourrissons. Chivington et ses hommes ont pris le cuir chevelu et d'autres parties de leurs corps comme des trophées, y compris des fœtus et des organes génitaux.

##### La colonisation de la Californie
La colonisation américaine de la Californie a commencé officiellement en 1845 avec la guerre américano-mexicaine. Le Traité de Guadalupe Hidalgo, signé en 1848, a accordé aux États-Unis l'autorité légale sur de nouveaux territoires d'une surface de plus de 845 000 kilomètres carrés. En plus du massacre de la Ruée vers l'or, l'État a subventionné un grand nombre de massacres de peuples amérindiens par des colons, provoquant la disparition de plusieurs groupes ethniques. Dans l'une de ces séries de conflits, la guerre de Mendocino, suivie de la guerre de la Vallée Ronde (Round Valley War), le peuple des Yukis a été au bord de l'extinction, passant d'une population de près de 3 500 personnes à moins de 100. D'après Russell Thornton, la Californie à l'époque pré-colombienne était peuplée d'environ 300 000 personnes. Jusqu'en 1849, à cause de nombreuses épidémies, ce nombre a chuté à 150 000. Entre 1849 et 1890, la population autochtone de Californie a encore perdu 20 000 personnes par des meurtres et des massacres. Au moins 4 500 Amérindiens de Californie ont été tués entre 1849 et 1870, et bien plus sont morts de maladie ou de faim. 10 000 Amérindiens ont été enlevés et vendus à l'esclavage. Dans un discours adressé en 2019 à des représentants des peuples autochtones des États-Unis, le gouverneur de Californie Gavin Newsom a présenté ses excuses officielles, précisant « C'est ce que c'était, un génocide. Il n'y a aucune autre façon de le décrire. Et c'est ce qui doit être écrit dans les livres d'histoire ».
Une loi californienne a rendu légal[Quand ?] le fait de déclarer tout Amérindien sans emploi un vagabond, puis de vendre ses services aux enchères pendant moins de quatre mois. Elle a aussi permis aux colons blancs de forcer les enfants amérindiens à travailler pour eux jusqu'à ce qu'ils aient 18 ans, à condition qu'ils obtiennent l'autorisation de ce que la loi qualifiait d'« ami ». Les Blancs ont chassé des Amérindiens adultes, enlevé leurs enfants et les ont vendus comme apprentis pour moins de 50 dollars. Les Amérindiens ne pouvaient pas se plaindre en justice car une autre loi de Californie disposait que « ni les Indiens ni les Noirs ni mulâtres ne peuvent témoigner contre ou en faveur d'une personne blanche »[source insuffisante]. Un contemporain de l'époque a écrit : « Les mineurs sont parfois coupables de faits les plus brutaux envers les Indiens… de tels incidents feraient pleurer l'humanité et renier la race humaine ». Les villages de Marysville et de Honey Lake ont payé des primes pour des scalps indiens. La ville de Shasta City offrait cinq dollars pour toute tête d'Amérindiens ramenée à l'hôtel de ville ; le Trésor d'État de Californie a remboursé de nombreux gouvernements locaux pour ces dépenses.

### L'expansion coloniale portugaise en Afrique et au Brésil
Certains ont fait valoir qu'un génocide s'est produit lors de la colonisation portugaise des Amériques, à partir de 1549, sous l'impulsion de Pedro Álvares Cabral, sur la côte de ce qui est aujourd'hui le Brésil. Il a également été allégué que le génocide a eu lieu au cours de l'ère moderne avec la destruction de la tribu des Jivaro, des Yanomami et d'autres tribus,. Plus de 80 tribus indigènes ont disparu entre 1900 et 1957, et d'une population de plus d'un million au cours de cette période, 80 % avaient été tués par la maladie, ou le meurtre.

### L'Empire russe à la conquête de la Sibérie

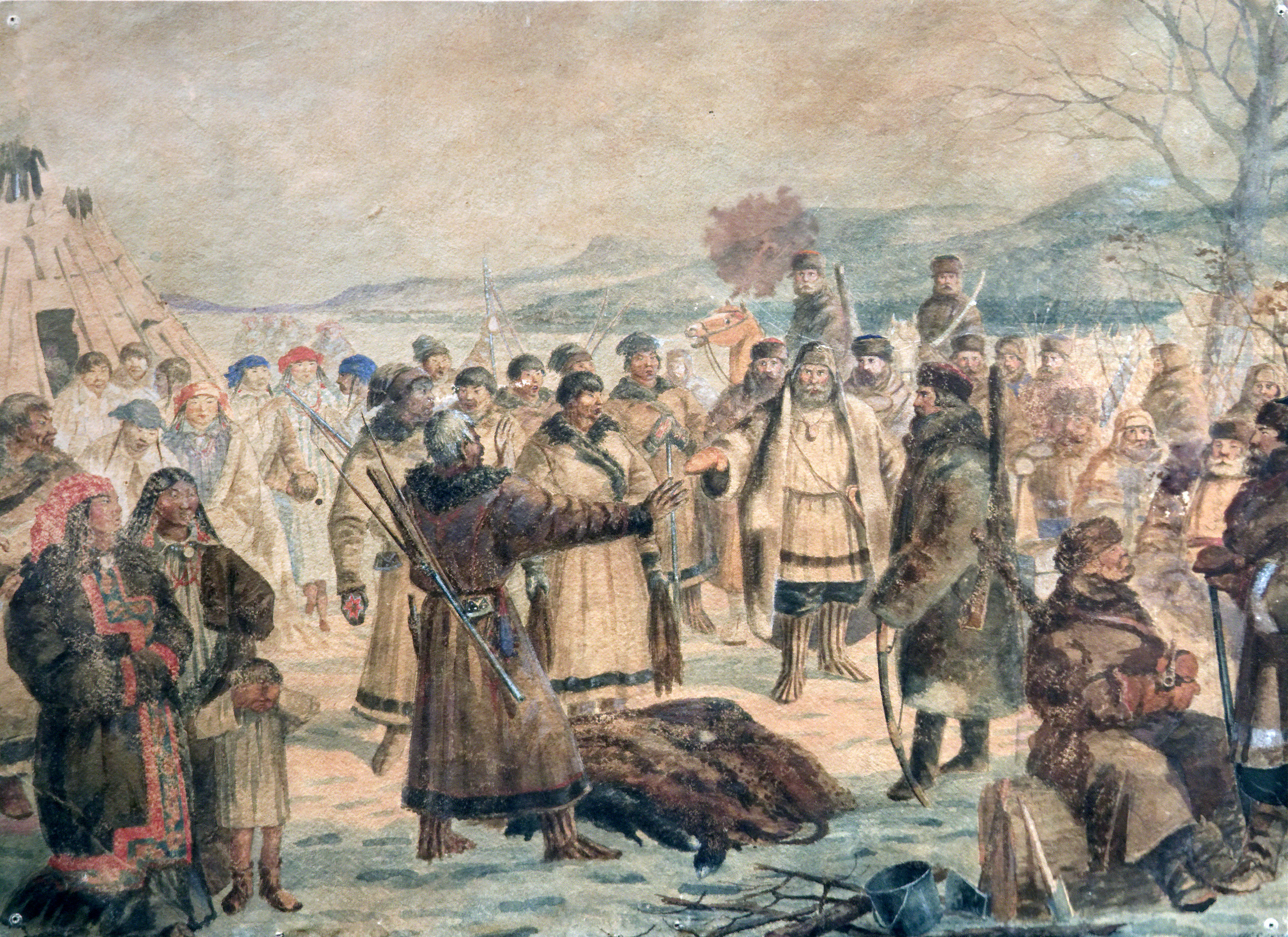
Les cosaques lors de la collecte du yasak en Sibérie.

L'historien John F. Richards écrit : « il est douteux que la population totale au début des temps modernes en Sibérie dépassait les 300 000 personnes… De nouvelles maladies avaient affaibli et démoralisé les peuples autochtones de Sibérie. La pire d'entre elles était la variole en raison de sa propagation aisée, les taux de mortalité élevés à la suite de l'infection, et la défiguration permanente des survivants. Dans les années 1650, l'épidémie s'est déplacée à l'est de l'Ienisseï, où elle a emporté jusqu'à 80 % des peuples toungouses et iakoutes. Dans les années 1690, les épidémies de variole réduisirent les Youkaguirs dans des proportions qui atteignent autour de 44 pour cent. La maladie s'est rapidement transmise d'un groupe à l'autre à travers la Sibérie ».
Les Aléoutes dans les îles Aléoutiennes ont été victimes de génocide et d'esclavage par les Russes pour les 20 premières années de la domination russe, avec les femmes et les enfants aléoutes capturés par les Russes et par les hommes aléoutes abattus.

### Colonisation japonaise de Hokkaido
Les Aïnous sont un peuple ethnique du Japon (Hokkaidō). Dans un article de 2009, le journal Japan Today explique que « De nombreux Aïnous ont été forcés de travailler, souvent comme esclaves des Yamatos (ethnie japonaise), ce qui a séparé des familles et introduit des maladies comme la variole, la rougeole ou encore la tuberculose dans leur communauté. En 1869, le nouveau gouvernement Meiji a renommé l'île de Hokkaido "Ezo" et l'a unilatéralement intégré au Japon. Il a banni la langue Aïnou, volé les territoires des Aïnous et interdit la pêche de saumons et la chasse de cerfs ». Roy Thomas écrit : « Le mauvais traitement des peuples natifs est commun à tous les pouvoirs coloniaux, et dans les pires cas, il mène au génocide. Le peuple natif du Japon, les Aïnous, ont cependant fait l'objet d'un traitement particulièrement cruel, car les Japonais ont refusé de les accepter officiellement comme un peuple minoritaire ». Les Aïnous ont rappelé qu'ils étaient natifs des Îles Kouriles et que le Japon comme la Russie étaient des envahisseurs. En 2004, la petite communauté des Aïnous vivant en Russie dans le kraï du Kamtchatka a écrit une lettre à Vladimir Poutine lui demandant de considérer rendre les Îles Kouriles du Sud au Japon. Dans cette lettre, ils reprochent aux Japonais, aux tsaristes et aux Soviétiques d'avoir commis des crimes envers les Aïnous comme le meurtre et l'assimilation forcée. La lettre demande aussi la reconnaissance du génocide des Aïnous par le Japon, demande ignorée par Poutine.

### La conquête vietnamienne du Champa
Les Vietnamiens ont conquis le Champa et se sont installés sur son territoire avec des migrants vietnamiens au cours de la marche vers le sud, après des guerres à répétition avec le Champa, se terminant avec l'invasion du Champa en 1471, qui s'est achevée par la conquête, en 1832, sous l'empereur Minh Mạng.

### Dynastie des Qing

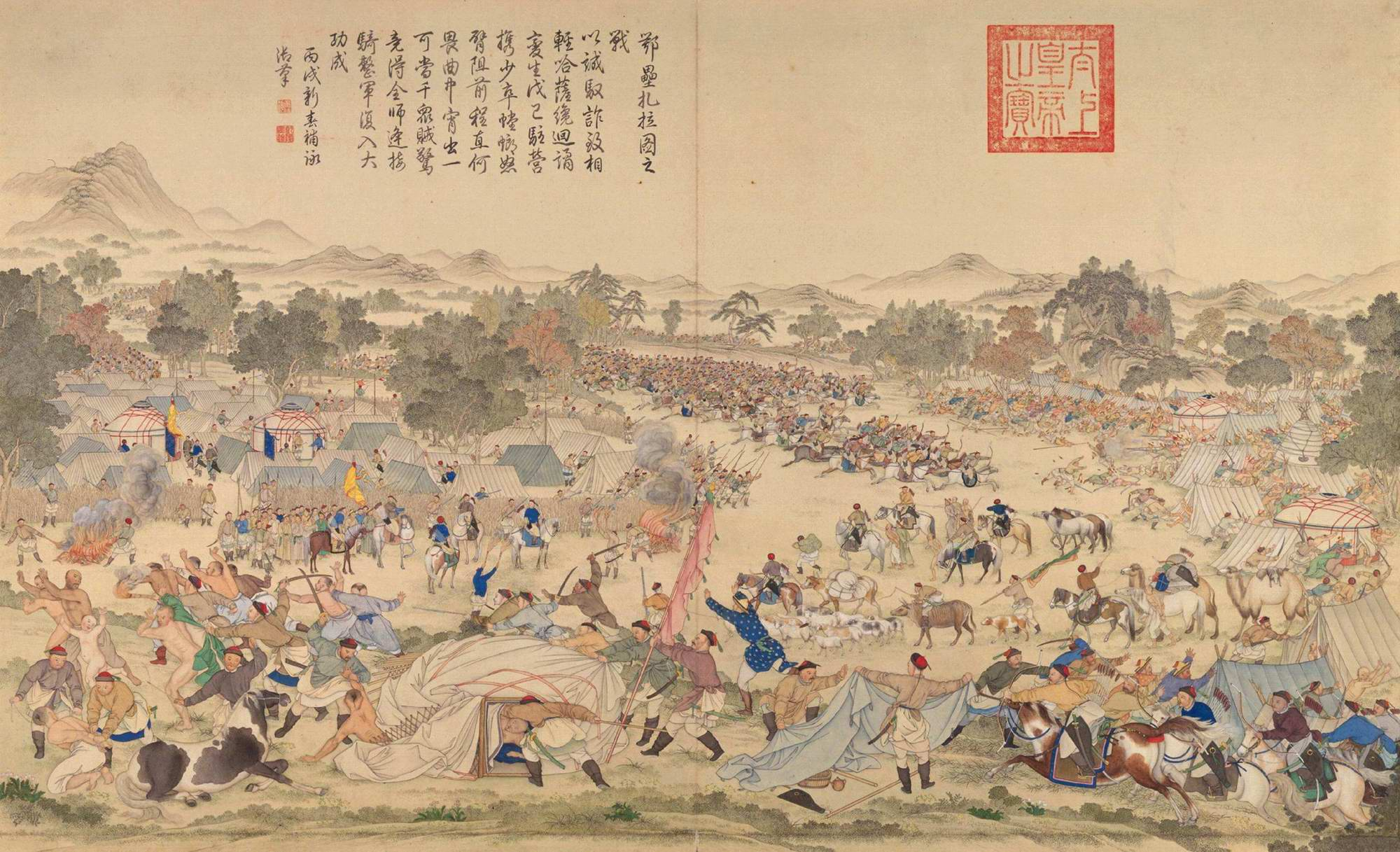
Le massacre d'Oroi-Jalatu, en 1756. Le général mandchou Zhao Hui a attaqué les Dzungars la nuit.

Certains chercheurs estiment que près de 80 % du peuple dzungar (des Mongols de l'ouest), soit 600 000 personnes, ont été éradiqués dans une mélange de guerre et de maladie dans le génocide dzungar au cours de la conquête Qing du Khanat Dzungar entre 1755 et 1757, quand les bannerets mandchous les Mongols Khalkha ont exterminé les Dzungar Oirat. Mark Levene, un historien dont la recherche porte sur le génocide, a déclaré que l'extermination des Dzungars était « sans doute le génocide par excellence du dix-huitième siècle ».
Selon Kim Lacy Rogers, « Au cours des dix-huitième et dix-neuvième siècles, tandis que les Hmong vivaient dans le sud-ouest de la Chine, leurs suzerains mandchous les étiquetèrent « Miao » (soit « barbare », ou « sauvage ») et les génocidaient quand ils décriaient leur humiliation, leur oppression et leur esclavagisme »,. »

### Empire britannique
L'Empire britannique a été accusé de plusieurs génocides. La doctrine de la terra nullius a été utilisée par les Britanniques pour justifier leur saisie du territoire de l'Australie et de la Tasmanie. La mort de 3 000 à 15 000 Aborigènes tasmaniens a été appelée un acte de génocide,.

### La colonisation de l'Australie et de la Tasmanie
L'extinction des Aborigènes de Tasmanie est considérée comme un cas classique de génocide par Lemkin, la plupart des chercheurs comparatifs de génocides, et de nombreux historiens, dont Robert Hughes, Ward Churchill, Leo Kuper et Jared Diamond, qui fondent leur analyse sur de la documentation précédemment publiée. Entre 1824 et 1908, les colons blancs et la Native Mounted Police dans le Queensland, selon Raymond Evans, ont tué plus de 10 000 Aborigènes, qui étaient considérés comme de la vermine, et parfois même chassés pour le sport.

### L'explosion du caoutchouc au Congo et au Putumayo

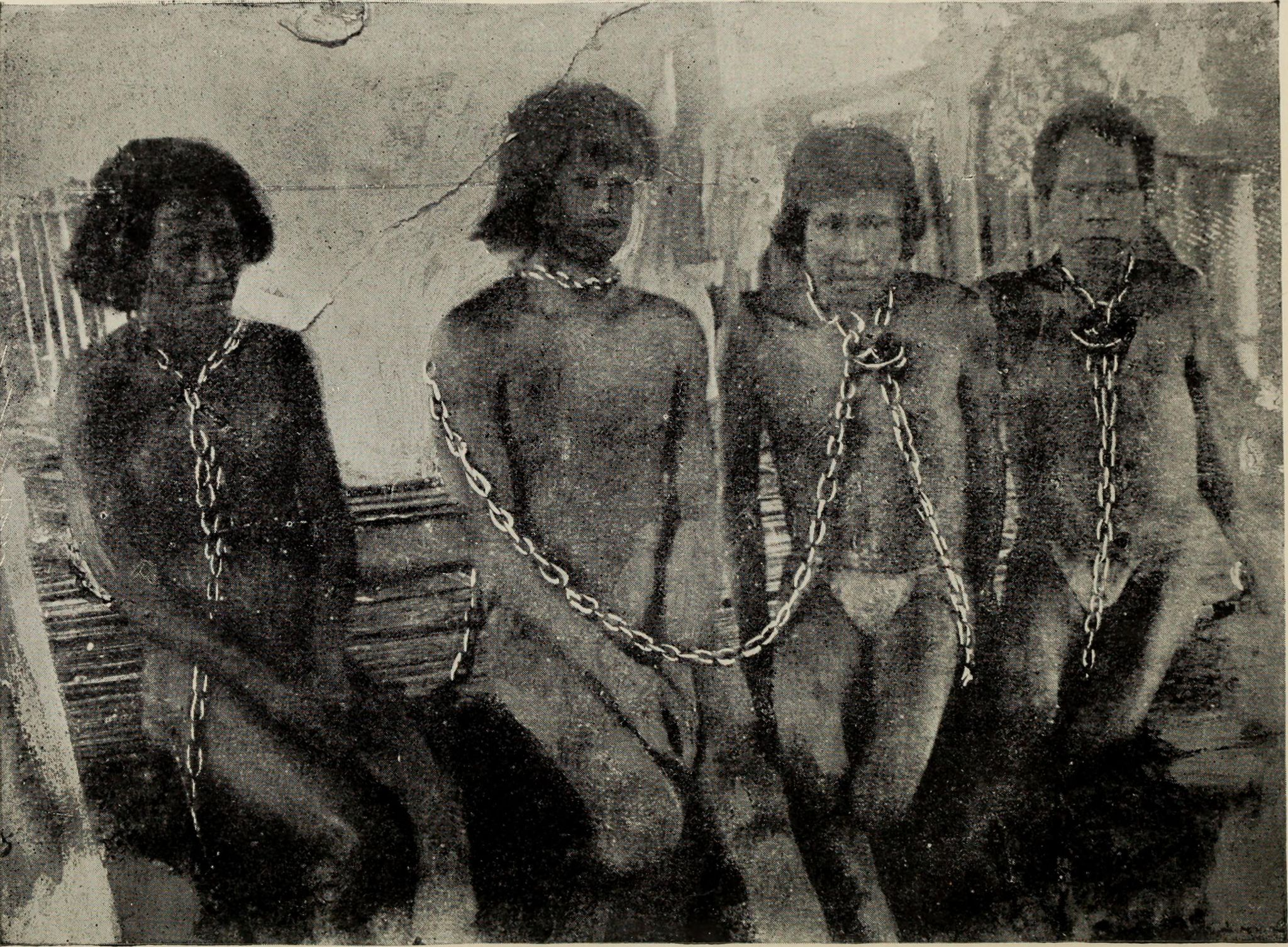
Des Indiens d'Amazonie en esclavage pendant le boom du caoutchouc dans le Putumayo, une région du Pérou

Roger Casement, un Irlandais qui voyageait alors dans la région péruvienne du Putumayo en tant que consul britannique en 1910-1911, a documenté les abus, l'esclavage, le meurtre et l'utilisation des stocks pour la torture des Indiens : « Les crimes qui sont imputés à beaucoup d'hommes maintenant à la solde de l'Entreprise péruvienne de l'Amazonie sont du genre le plus atroce, comme le meurtre, le viol, et la flagellation permanente ».

### État Indépendant du Congo
Sous Léopold II de Belgique, l'effondrement démographique de la population dans l'État Indépendant du Congo dont l'ordre de grandeur exact est très discuté est considérée comme un génocide par une minorité d'historiens et de chercheurs à l'instar de Martin Ewans ou Robert G. Weisbord.
De 1885 à 1908, en plus des exactions du régime, la population fut particulièrement touchée par des épidémies de la maladie du sommeil et de la variole.
D'autres historiens cependant, tout en reconnaissant le caractère massif des crimes commis, critiquent fortement l'usage du terme "génocide" comme le belge Van Reybrouck , le canadien Timothy J. Stapleton mais aussi le congolais Jean-Pierre Nzeza Kabu Zex-Congo. De même Nzongola Ntalaja ou Adam Hochschild jugent l'emploi du terme inapproprié. L'historienne britannique Barbara Emerson, quant-à-elle, écrit : « Léopold n'a pas déclenché de génocide. Il était avide d'argent et a choisi de détourner son regard lorsque les choses devenaient incontrôlables »
Plusieurs chiffres relatifs à l'ampleur du déficit ont été avancés. Tandis que Hinton chiffre la baisse à 60%, d'autres historiens comme Adam Hochschild estiment le déficit démographique, toutes causes confondues, à 10 millions. D'autres encore, insistant sur l'inexistence de recensement antérieur à 1924 estiment qu'il est vain d'entreprendre de faire une idée précise de l'ampleur du désastre. Ainsi, Jean-Luc Velut écrit qu'« il est difficile d'avancer un quelconque pourcentage car les seuls chiffres de population qui sont disponibles sont ceux de groupes restreints d'Européens. Il n'existe donc aucun fondement scientifique »

## Exemples contemporains
Le génocide des tribus indigènes est encore un trait du monde moderne, avec la poursuite de la réduction des rangs des Jivaro, des Yanomami, et d'autres tribus du Brésil, le tout ayant été décrit comme un génocide. Les actions de l'État au Bangladesh, contre les Jumma, ont été décrits à l'échelle internationale comme étant un nettoyage ethnique et un génocide,,. Le Paraguay a également été accusé d'avoir perpétré un génocide contre les Aché, et cette affaire a été portée devant la Commission interaméricaine des droits de l'homme. La commission a donné un jugement provisoire statuant que le génocide n'avait pas été commis par l'État, mais elle a exprimé en contrepartie son inquiétude sur « d'éventuels abus par des personnes privées dans les zones reculées du territoire du Paraguay ».

### États baltes
Bien que les génocides raciaux aient été interdits en vertu de la Constitution soviétique, qui dit que « les citoyens de l'URSS, de races et de nationalités différentes, ont des droits égaux. », dans l'article 36, et qui stipule dans l'article 64 : « Il est du devoir de chaque citoyen de l'URSS de montrer des égards à la dignité nationale des autres citoyens, et de renforcer les relations d'amitié des nations et des nationalités de l'état multinational Soviétique », environ 600 000 Baltes ont été déportés vers les camps de travail de Sibérie dans une tentative de soviétisation.

### Bangladesh
Des colons bengalis et des soldats ont violé des femmes Jumma (Chakma) « en toute impunité » avec les forces de sécurité du Bangladesh faisant peu d'efforts pour protéger les Jummas, préférant plutôt aider les violeurs et les colons.

### Brésil

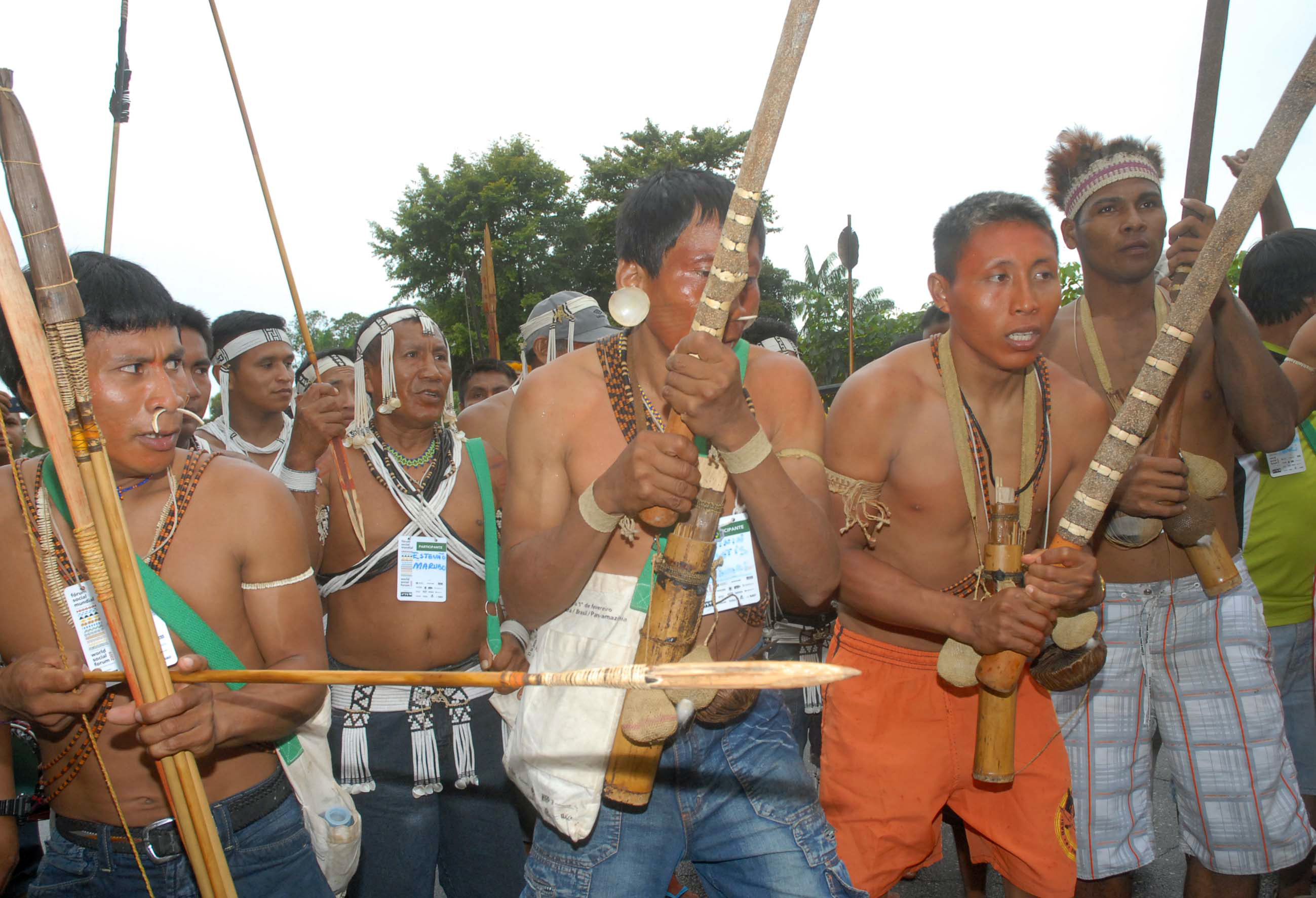
Les manifestants indigènes de Vale do Javari à Belém.

À partir de la fin des années 1950 et jusqu'en 1968, le Brésil a soumis les peuples autochtones à de violentes tentatives d'intégration, de pacification et d'acculturation de leurs communautés. En 1967, le procureur de la République Jader de Figueiredo Correia a soumis le rapport qui porte son nom à la dictature alors en place dans le pays. Ce rapport de plus de sept mille pages n'a été rendu public qu'en 2013. Il documente des crimes génocidaires contre les peuples autochtones du Brésil, comprenant des crimes de masses, des meurtres, de la torture, l'usage d'armes biologiques et chimiques ainsi que de l'esclavage et des abus sexuels. Une fois retrouvés, ces documents ont été placés sous l'examen de la Commission nationale de la vérité (CNV) qui était chargée d'enquêter sur les violations des droits de l'Homme exercées entre 1947 et 1988. Ce rapport a révélé que les Services de Protection des Indiens (Serviço de Proteção aos Índios, SPI) — agence gouvernementale chargée d'administrer les populations indigènes — a réduit ces peuples en esclavage, a torturé des enfants et a volé des terres. La CNV dénonce l'éradication complète de plusieurs tribus du Maranhão et du Mato Grosso, ainsi qu'une attaque menée contre 30 membres de la tribu de Cinta Larga (ou Cinturão Largo), qui n'a laissé que deux survivants. Le rapport montre aussi que des propriétaires terriens et des membres du SPI sont entrés dans des villages isolés et y ont délibérément introduit la variole. Sur les 134 personnes mises en accusation par le rapport, aucune n'a été jugée, puisqu'une loi d'amnistie votée à la fin de la dictature a interdit les poursuites pour les crimes menés dans cette période. Le rapport détaille aussi des cas de meurtres de masse, de viols et de torture par le SPI qui auraient laissé les peuples autochtones proches de l'extinction. L'État a aboli le SPI à la suite de la publication du rapport. Le Mouvement international de la Croix-Rouge a lancé une enquête après des accusations de nettoyage ethnique envers le SPI,.

### Colombie
Dans le conflit prolongé en Colombie, les groupes autochtones tel que les Awá, les Wayuu, les Pijao et les Paez sont devenus l'objet d'intenses violences de la part des milices paramilitaires d'extrême droite, des guérilleros de gauche et de l'armée colombienne,. Les cartels de la drogue, les entreprises internationales d'extraction de ressources et les militaires ont également utilisé la violence pour forcer les groupes autochtones hors de leurs territoires,,. L' Organisation Nationale Indigène de Colombie fait valoir que la violence est de nature génocidaire, mais d'autres se demandent s'il existe une « intention génocidaire », comme l'exige le droit international,.

### Birmanie
En Birmanie (Birmanie), la longue guerre civile entre la junte militaire et les insurgés a entraîné la généralisation des atrocités contre les autochtones karens, dont certains sont alliés avec les insurgés. Ces atrocités ont été décrits comme tenant du génocide. Le général birman Maung Hla a déclaré qu'un jour, les Karens n'existeraient que « dans un musée ». Le gouvernement a déployé 50 bataillons dans le secteur Nord afin de systématiquement attaquer les villages karens avec des mortiers, des tirs de mitrailleuses, et des mines antipersonnel. Au moins 446 000 Karens ont été déplacées de leurs foyers par les militaires,. On rapporte aussi que les Karens ont été soumis au travail forcé, à des viols, à l'exploitation des enfants et à la conscription d'enfants soldats.

### Paraguay
Le Chaco, région du Paraguay, compte 17 tribus indigènes. En 2002, leur nombre était estimé à 86 000. Au cours de la période entre 1954 et 1989, lors de la dictature militaire du général Alfredo Stroessner, la population indigène du pays a subi des pertes de territoires et des violations des droits humains plus qu'à tout autre moment de l'histoire de la nation. Au début des années 1970, des groupes internationaux avaient affirmé que l'État était complice du génocide des Aché, avec des charges allant de l'enlèvement, la vente d'enfants, la retenue de médicaments et de la nourriture, de l'esclavage à la torture. Dans les années 1960 et 1970, 85 % de la tribu Aché est morte, souvent lacérée à mort avec des machettes, afin de faire de la place pour l'industrie du bois, l'exploitation minière, l'agriculture et l'élevage. Selon Jérémie Gilbert, la situation au Paraguay a prouvé qu'il est difficile de fournir la preuve requise pour afficher l'« intention spécifique », à l'appui de la déclaration qu'un génocide a eu lieu. Les Aché, dont la culture est aujourd'hui considérée comme disparue, a été la victime du développement par l'État qui avait favorisé l'exploration de leurs territoires par les sociétés transnationales pour les ressources naturelles. Gilbert conclut que, bien qu'un anéantissement organisé et volontaire ait eu lieu, on avance souvent que l'État n'avait pas l'intention de détruire les Aché, puisque ce qui était arrivé était dû au développement et n'a pas été une action délibérée,.

### Tibet
Le 5 juin 1959, Shri Purshottam Trikamdas, un avocat de la Cour suprême de l'Inde, a présenté un rapport sur le Tibet à la Commission internationale de juristes (une ONG).
Selon la Tibet Society du Royaume-Uni, « Dans l'ensemble, plus d'un million de Tibétains, un cinquième de la population, sont morts à la suite de l'occupation chinoise depuis la fin de la révolution culturelle ».

### Vietnam - Hauts Plateaux du Centre
Les Degar (Montagnards) ont été soumis à de mauvais traitements ainsi qu'à des meurtres par le gouvernement vietnamien, qui a installé des Vietnamiens ethniques au sein de leur terre natale dans les hauts plateaux du centre.
Les Montagnards dans le FULRO ont combattu les Vietnamiens pendant vingt ans après la fin de la Guerre du Vietnam et l'échelle des attaques des Vietnamiens contre les Montagnards atteint des proportions génocidaires avec le massacre de plus de 200 000 Montagnards après 1975.

### Philippines - île De Mindanao
Les Moro musulmans ont été soumis à de mauvais traitements et à des meurtres par le gouvernement philippin, qui installe des colons philippins dans leur terre natale, sur l'île de Mindanao.

### Filmographie
- Exterminez toutes ces brutes (2021), mini-série documentaire de Raoul Peck, à partir d'un texte homonyme (1990) de Sven Lindqvist

#### Notions
- Ethnogenèse, Ethnocide, Écocide, Linguicide
- Autochtone , Allochtone, Indigène
- Minorité, Minorité nationale

#### Droit international
- Anthropologie juridique
- Coutume, Savoirs traditionnels
- Droit des peuples autochtones (Déclaration des droits des peuples autochtones)
- Décolonisation, Droit des peuples à disposer d'eux-mêmes
- Terra nullius, Doctrine de la découverte

#### Études théoriques
- Études postcoloniales, Études décoloniales, Guerres de l'histoire

#### Bulles pontificales
- Dum Diversas (1452), Romanus pontifex (1455), Aeterni regis (1481), Dudum siquidem (1493), Inter caetera (1493)